# Malcolm Lockheed
Pour les articles homonymes, voir Lockheed (homonymie).
Malcolm Lockheed (né Malcolm Loughead le 11 novembre 1886 et mort le 12 août 1958), est un ingénieur aéronautique américain qui a créé la Alco Hydro-Aeroplane Company avec son frère, Allan Loughead, également connu sous le nom de Allan Lockheed. Cette société est ensuite devenue la Lockheed,. Il est l'un des pionniers de ce qui deviendra l'industrie aérospatiale californienne.

## Biographie
Loughead était le fils de Flora et de John Loughead. Il avait un demi-frère Victor, une sœur Hope, et un frère Allan Lockheed.
Loughead a également breveté les premiers freins hydrauliques en 1917; ceux-ci ont été adoptés par Duesenberg pour leur modèle A de 1921.
En 1919, Malcolm et son frère Allen se voient décerner l'Ordre de la Couronne d'or par Roi Albert de Belgique.